# 新利柏提 (愛荷華州)
新利柏提（英語：New Liberty）是一個位於美國愛荷華州斯科特縣的城市。

## 地理
新利柏提的座標為41°43′02″N 90°52′46″W / 41.71722°N 90.87944°W，而該地的平均海拔高度為243米（即797英尺）。

## 人口
根據2010年美國人口普查的數據，新利柏提的面積為0.26平方千米，當中陸地面積為0.26平方千米，而水域面積為0.00平方千米。當地共有人口137人，而人口密度為每平方千米526人。